# Elecciones legislativas de Colombia de 1960
Las elecciones legislativas de Colombia de 1960, se realizaron para elegir los miembros de la Cámara de Representantes para un periodo de dos años. También se eligieron diputados de las Asambleas Departamentales y Concejales Municipales para el mismo periodo.
En cumplimiento de los acuerdos del Frente Nacional, los partidos liberal y conservador se repartieron equitativamente los escaños de las corporaciones en disputa, por lo que el peso de la elección radicaba en la representación que obtendrían las diferentes corrientes internas de cada partido. En ese marco, se rompió el unanimismo de la elección anterior, ya que fue la primera vez que participó una tendencia opositora al Frente Nacional: el Movimiento Revolucionario Liberal, cuyo dirigente más visible era Alfonso López Michelsen.

## Resultados
Los escaños de la Cámara de Representantes se distribuyeron de la siguiente forma:

### Partido Liberal
| Número        | Corriente     | Escaños Cámara | Porcentaje |
| ------------- | ------------- | -------------- | ---------- |
| 1             | Oficialistas  | 58             | 38.1%      |
| 2             | MRL           | 18             | 11.8%      |
| Total escaños | Total escaños | 76             | 50%        |

### Partido Conservador
| Número        | Corriente                   | Escaños Cámara | Porcentaje |
| ------------- | --------------------------- | -------------- | ---------- |
| 1             | Unionistas (ospinistas)     | 37             | 24.3%      |
| 2             | Doctrinarios (laureanistas) | 38             | 25%        |
| 3             | Leyvistas                   | 1              | 0.7%       |
| Total escaños | Total escaños               | 76             | 50%        |

## Fuente
- Dieter Nohlen (Editor), Elections in the Americas. Vol 2: South America. Oxford University Press, 2005